# Малая Бира
Малая Бира (также Он-Бира, в верховьях — Бирушка) — река в Биробиджанском районе Еврейской автономной области. Длина — 150 км, площадь водосборного бассейна — 1810 км².

## География
Исток Малой Биры находится на западной окраине Среднеамурской низменности на границе в Биробиджанского и Облученского районов, на высоте более 92 м над уровнем моря. Почти на всём своём протяжении течёт на юго-восток. В среднем и нижнем течении реку пересекают 3 автомобильных моста, а также 1 железнодорожный мост в районе села Опытное Поле. Берега реки почти повсеместно заболочены. Впадает в Головинскую протоку Амура двумя рукавами на абсолютной отметке менее 45 м над уровнем моря. При устье к западу отходит залив Степановский. Ширина реки в нижнем течении — до 100 м при глубине 1-2,1 м. 

## Основные притоки
Указаны поименованные притоки длиной 20 км и более
| Название       | Расстояние от устья | Длина | Положение |
| -------------- | ------------------- | ----- | --------- |
| Джаварга       | 36                  | 36    | левый     |
| Поперечная     | 90                  | 30    | правый    |
| Большой Ушумун | 93                  | 45    | левый     |
| Малый Ушумун   | 107                 | 32    | левый     |
| Еловая         | 132                 | 22    | левый     |

## Населённые пункты у реки
Сверху вниз:
- Димитрово  (п. б.)
- Опытное Поле (л. б.)
- Алексеевка (л. б.)
- Головино (л. б.)

## Данные водного реестра
По данным государственного водного реестра России и геоинформационной системы водохозяйственного районирования территории РФ, подготовленной Федеральным агентством водных ресурсов:
- Бассейновый округ — Амурский
- Речной бассейн — Амур
- Речной подбассейн — Амур между впадением Буреи и Уссури (российская часть бассейна)
- Водохозяйственный участок — Амур от впадения реки Бурея до города Хабаровск без реки Уссури